# Arrondissement de Miltenberg
L'arrondissement de Miltenberg est un arrondissement  ("Landkreis" en allemand) de Bavière   (Allemagne) situé dans le district ("Regierungsbezirk" en allemand) de Basse-Franconie. 
Son chef lieu est Miltenberg.

## Villes, communes & communautés d'administration
(nombre d'habitants en 2006)
| Städte 1. Amorbach (4 106) 2. Erlenbach am Main (10 073) 3. Klingenberg am Main (6 264) 4. Miltenberg (9 574) 5. Obernburg am Main (8 809) 6. Stadtprozelten (1 647) 7. Wörth am Main (4 882) Märkte 1. Bürgstadt (4 257) 2. Elsenfeld (8 906) 3. Eschau (4 053) 4. Großheubach (5 074) 5. Kirchzell (2 355) 6. Kleinheubach (3 434) 7. Kleinwallstadt (5 823) 8. Mönchberg (2 569) 9. Schneeberg (1 865) 10. Sulzbach am Main (7 021) 11. Weilbach (2 325) | Gemeinden 1. Altenbuch (1 278) 2. Collenberg (2 582) 3. Dorfprozelten (1 908) 4. Eichenbühl (2 684) 5. Faulbach (2 746) 6. Großwallstadt (4 077) 7. Hausen (1 984) 8. Laudenbach (1 390) 9. Leidersbach (4 972) 10. Mömlingen (5 035) 11. Neunkirchen (1 528) 12. Niedernberg (4 901) 13. Röllbach (1 715) 14. Rüdenau (855) | Verwaltungsgemeinschaften 1. Erftal avec siège à Bürgstadt (Markt Bürgstadt et commune Neunkirchen) 2. Kleinheubach (Markt Kleinheubach, communes Laudenbach et Rüdenau) 3. Kleinwallstadt (Markt Kleinwallstadt et commune Hausen) 4. Mönchberg (Markt Mönchberg et commune Röllbach) 5. Stadtprozelten (Ville Stadtprozelten et commune Altenbuch) Gemeindefreie Gebiete (39,94 km²) 1. Altenbucher Forst (24,51 km²) 2. Forstwald (4,11 km²) 3. Hohe Berg (0,62 km²) 4. Hoher Berg (3,31 km²) 5. Hohe Wart (4,68 km²) 6. Kollenberger Forst (2,72 km²) |